# Governo Molé II
Il Governo Molé II è stato un governo francese durante la monarchia di luglio, in carica dal 15 aprile 1837 all'8 marzo 1839, per un totale di 1 anno, 10 mesi e 22 giorni.

## Cronologia

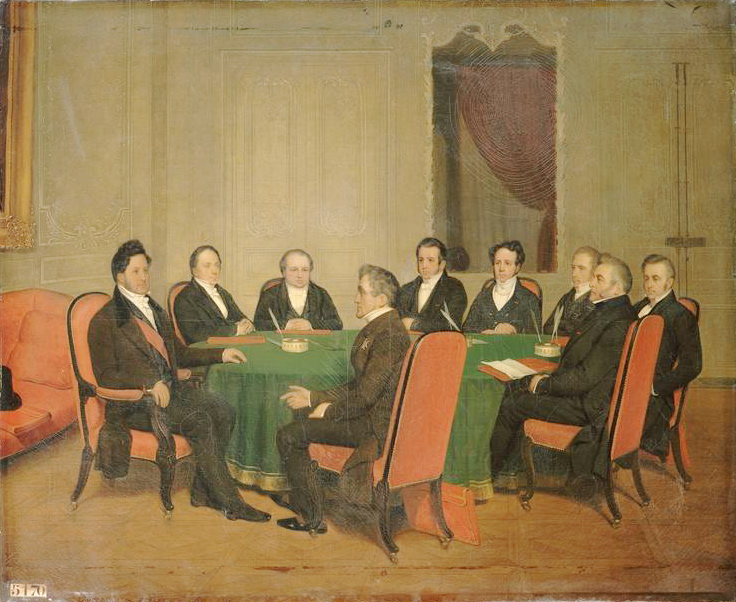
Seduta del Consiglio dei ministri nel 1839. Luigi Filippo (estrema sinistra) parla con Molé (seduto al centro).

- 7 marzo 1837: la Camera respinge (211 voti contro 209) la proposta del governo di "disgiungere" i processi per sedizione tra corte marziale (per militari) e corte ordinaria (per i civili)
  - Il primo ministro Molé ed il leader del centro-destra Guizot, già ai ferri corti, si incolpano reciprocamente per il fallimento della legge, portando il secondo a ritirare la fiducia al governo[1]
- 15 aprile 1837: grazie all'appoggio di settori del centro-destra vicini al sovrano, viene affidato un secondo incarico a Molé, che forma un nuovo esecutivo, definito spregiativamente "governo del Castello"
- 18 aprile 1837: viene annunciato il matrimonio tra il principe reale ed erede Ferdinando d'Orléans e la principessa Elena di Meclemburgo, permettendo al governo di aggirare il dibattito sui fondi neri della pubblica amministrazione con la questione dell'appannaggio matrimoniale[2]
- 13 maggio 1837: viene completata la restaurazione della Chiesa di Saint-Germain-l'Auxerrois, danneggiata dalle rivoluzioni del 1789 e del 1830;[3] l'occasione segna il riavvicinamento della monarchia orléanista con la Chiesa cattolica, perlopiù allineata con il partito legittimista
- 10 ottobre 1837: viene assediata in Algeria la città di Costantina, ancora leale al Bey ottomano; la resa della città tre giorni dopo porterà il governo e la monarchia all'apice della popolarità, portando Luigi Filippo a sciogliere anticipatamente la Camera per potere rafforzare la maggioranza alla tornata elettorale
- 4 novembre 1837: alle elezioni legislative, il centro-destra ministeriale ottiene la maggioranza relativa, dovendosi appoggiare di volta in volta al Terzo Partito e ai "dottrinari" di Guizot
- 12 gennaio 1838: viene approvata con l'appoggio del centro-destra guizotino la revisione di fedeltà alla Quadruplice Alleanza, onde evitare l'intervento nella guerra carlista spagnola (216 voti a favore contro 116)[4]
- 12 marzo 1838: si riapre il dibattito sui fondi neri, e Thiers presenta una mozione di sfiducia all'esecutivo
- 15 marzo 1838: grazie ai voti di Guizot, la Camera respinge la mozione con 249 voti contrari
- Estate 1838: in occasione di un galà alle Tuileries, Guizot ed il suo rivale Thiers siglano segretamente una coalizione per far cadere il governo; grazie ad informatori interni alla "coalizione", Molé ed il sovrano vengono informati preventivamente[5]
- 6 marzo 1839: alle elezioni legislative, la maggioranza ministeriale è spazzata via dalla coalizione tra centro-sinistra e centro-destra
- 8 marzo 1839: non avendo una solida maggioranza in Parlamento, il primo ministro Louis-Mathieu Molé si dimettee
- 31 marzo 1839: agevolato dall'assenza di un Parlamento, viene formato un governo tecnico affidato di fatto al Cavaliere Gasparin, incaricato assieme ai ministri di presiedere il governo fino alla formazione di un nuovo esecutivo definitivo[6]

## Consiglio dei Ministri
Il governo, composto da 8 ministri (oltre al presidente del consiglio), vedeva partecipi:
| Carica                                | Titolare | Titolare                     | Partito                      |  |
| ------------------------------------- | -------- | ---------------------------- | ---------------------------- |  |
| Presidente del Consiglio dei Ministri |          | Louis-Mathieu Molé           | Nessuno                      |  |
|                                       |          |                              |                              |  |
| Ministro degli Affari Esteri          |          | Louis-Mathieu Molé           | Nessuno                      |  |
| Ministro dell'Interno                 |          | Camille de Montalivet        | Centro-destra (ministeriale) |  |
| Ministro della Giustizia              |          | Félix Barthe                 | Centro-destra (ministeriale) |  |
| Ministro della Guerra                 |          | Simon Bernard                | Nessuno                      |  |
| Ministro della Marina e delle Colonie |          | Claude du Campe de Rosamel   | Centro-destra (ministeriale) |  |
| Ministro delle Finanze                |          | Jean Lacave-Laplagne         | Centro-destra (ministeriale) |  |
| Ministro della Pubblica Istruzione    |          | Narcisse-Achille de Salvandy | Centro-destra (ministeriale) |  |
| Ministro dei Lavori Pubblici          |          | Nicolas Martin du Nord       | Centro-destra (ministeriale) |  |